# Districtul Kut Bak
Kut Bak (în thailandeză กุดบาก) este un district (Amphoe) din provincia Sakon Nakhon, Thailanda, cu o populație de 31.833 de locuitori și o suprafață de 455,0 km².

## Componență
Districtul este subdivizat în 3 subdistricte (tambon), care sunt subdivizate în 38 de sate (muban).
| Nr. | Nume    | În thailandeză | Sate | Locuitori |  |
| --- | ------- | -------------- | ---- | --------- |  |
| 1.  | Kut Bak | กุดบาก          | 10   | 10,687    |  |
| 3.  | Na Mong | นาม่อง          | 17   | 11,918    |  |
| 5.  | Kut Hai | กุดไห           | 11   | 9,228     |  |

Numerele lipsă sunt subdistricte (tambon) care acum formează Phu Phan district.